# توجيه طبي
يسمح التوجيه الطبي أو التوجيه الطبي الإلكتروني للمسعف أو فني الطوارئ الطبية (EMT) بالاتصال بأي طبيب من الميدان عبر المذياع أو وسائل أخرى للحصول على تعليمات حول مزيد من الرعاية للمريض. ويستخدم هذا بشكل خاص عندما يكون المريض في حاجة إلى الرعاية التي لا تتم دون توجيه طبي في نطاق الممارسة لمقدم الرعاية.
مثال: قد يستطيع المسعف معالجة ضحية مصاب بحروق في مكان الحادث، وإعطاؤه أكبر قدر من مسكن الألم المخدر المسموح باستخدامه دون تصريح الأطباء. سيحاول المسعف التواصل مع المحطة الأساسية للمستشفى ويطلب المزيد من التعليمات، كي يقدمها للمريض لتخفيف الألم.
هناك نوعان مختلفان من التوجيه الطبي: 
- التوجيه الطبي المباشر، وغالبًا ما يسمى بالتوجيه الطبي عبر الإنترنت، حيث يتم تقديم الرعاية بناءً على أوامر مباشرة من المحطة الرئيسية للطبيب، وعادة عبر المذياع أو الهاتف.
- والتوجيه الآخر هو غير المباشر، أو التوجيه الطبي دون اتصال، والذي يتضمن وضع مجموعة من التعليمات المكتوبة، والمعروفة باسم البروتوكولات.  ويمكن تسمية هذا النوع أيضًا الأوامر الثابتة.